# Joaquim Tomás Pereira da Silva

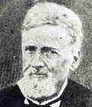
Major Joaquim Tomás - Fundador da cidade de Tomazina.

Joaquim Tomás Pereira da Silva (São João D'El Rei, 1 de maio de 1808 – Tomasina, 24 de junho de 1899) foi um sertanista brasileiro. É o fundador da cidade paranaense de Tomasina.

## Biografia
Joaquim Tomás Pereira da Silva nasceu na cidade de São João D'El Rei no dia 1° de maio de 1808, num domingo. Era filho de Albano Pereira da Silva e d. Maria Luísa de São José. Após o falecimento dos seus pais, Tomás transferiu residência para a cidade de Itajubá aonde casar-se com a filha de Joaquim Pinto da Silveira, Mariana Silveira. Desta união nasceram oito filhos e em 1850 ocorreu o falecimento de Mariana.
Em 1853 contraiu novas núpcias com a filha de Francisco de Paula Ribeiro da Silva, Francisca Teodora Ribeiro da Silva e deste matrimônio nasceram, também, oito filhos.
Ao tomar conhecimento de que novas terras foram exploradas no norte da recente província do Paraná e estas sendo de boa fecundidade, inicia viagem, com uma comitiva composta de familiares, escravos e agregados, rumo ao sul do país, em meados de 1867.
Após passarem o Rio Itararé, a comitiva de aproximadamente 200 pessoas encontrou maiores dificuldades, pois entraram em mata virgem.
Em novembro de 1867 alcançaram o Rio das Cinzas e por ali se instalaram (objetivo inicial da viagem), em pleno sertão, rodeados de florestas sem fim. Em 1869 Tomás levantou a sede definitiva de sua nova fazenda.
Seguindo o rastro do Major Tomás, vieram outros mineiros que se instalaram na região, aproveitando a boa qualidade da terra.
Já senhor de grandes medidas de terra na região e prospera fazenda, em 1878 o Major Tomás e sua esposa fizeram a doação de área destinada ao patrimônio do lugar que logo seria denominado de Tomazina (mais tarde simplificado para "Tomazina").
As terras doadas pelo major, em julho de 1882 foram elevada à categoria de freguesia e em seguida, setembro do mesmo ano, elevada à de vila. O município foi criado em 1886.
Em 7 de janeiro de 1890 foi instalado o município, sendo empossados os membros da primeira Câmara de Vereadores e o fundador, Major Joaquim Tomás, foi o primeiro prefeito da cidade, que judicialmente ficou subordinada à Comarca de São José da Boa Vista até 13 de maio de 1913, ocasião em que foi instalada a atual Comarca de Tomazina.
O major Joaquim Tomás Pereira da Silva morreu no sábado, dia 24 de junho de 1899, na cidade que leva o seu nome e aos 91 anos e 02 meses de idade.